# Медеби, Имед
Имед Медеби (араб. عماد المهذبى‎; род. 22 марта 1976, Бен-Арус) — тунисский футболист, нападающий.

## Биография

### Клубная карьера
Профессиональную карьеру начал в 1994 году выступлениями за команду «Этуаль дю Сахель», в которой провел семь сезонов.
Своей игрой за эту команду привлек внимание представителей тренерского штаба итальянского клуба «Дженоа», в состав которого присоединился в 2001 году. Сыграл за генуэзский клуб следующие два сезона.
Впоследствии с 2003 по 2005 года играл в составе команд «Сфаксьен» и «Этуаль дю Сахель».
В 2005 году заключил контракт с французским клубом «Нант». Дебют за «канареек» состоялся 27 января 2007 года в матче национального чемпионата против клуба «Лорьян». В этом же году Медееби покинул команду.
Завершил профессиональную игровую карьеру в клубе «Стад Тунизьен», за которую выступал на протяжении 2007—2009 годов.

### Карьера в сборной
В 1998 году дебютировал за национальную сборную Туниса. Провел в форме главной команды страны 55 матчей и забил 12 гола.
В составе сборной был участникомː Кубка африканских наций 2000 в Гане и Нигерии, Кубка африканских наций 2002 в Мали, чемпионата мира 2002 в Южной Корее и Японии, домашнего Кубка африканских наций 2004, на котором сборная взяла золотые медали, Кубка конфедераций 2005 в Германии.